# Abd-ar-Rahman III
Abd-ar-Rahman III o Abu-l-Mutàrraf Abd-ar-Rahman ibn Abd-Al·lah an-Nàssir li-din-Al·lah (àrab: أبو المطرف عبد الرحمن بن عبد الله الناصر لدين الله, Abū l-Muṭarraf ʿAbd ar-Raḥmān ibn ʿAbd Allāh an-Nāṣir li-dīn Allāh) (Còrdova, 7 de gener de 891 - 15 d'octubre del 961) va ser el primer califa de Còrdova (912-961).
Al segle x semblava que l'Àndalus s'havia de desmembrar a causa de les contínues revoltes i l'avenç dels regnes cristians. Va ser aleshores que el jove príncep Abd-ar-Rahman va posar fi a les rebel·lions internes, va enfortir el poder polític i va vèncer diverses vegades els enemics del nord (els cristians).

## Com va trobar la Península Abd-ar-Rahman III

Emirat de Còrdova el 912.

La història d'Abd-ar-Rahman III i els regnes cristians de la Península durant l'època que abraça, ofereix immenses dificultats que únicament poden ser vençudes a força de paciència i de treball. I tanmateix, aquesta completa i múltiple història constitueix el quadre general de la Península en aquella època, i cal no ometre res; s'han de referir i explicar mil i mil fets que es creuen, es barregen o es contràries;
ha de parlar-se de Navarra, d'Astúries, de Lleó, de Galícia, de Catalunya i dels comtes de Castella alhora que de Còrdova, d'Abd-ar-Rahman III i de l'Àfrica occidental, que es convertirà en província de l'Espanya musulmana. Importa abraçar-ho, fer-ho comprendre tot.
El quadre d'aquest regnat, que constitueix una de les èpoques més brillants de la dominació àrab a la Península, comprèn l'espai de quaranta-nou anys i un dia, des del 14 d'octubre de 912 fins al 15 del mateix mes de 961, i la situació de la Península en donar-hi principi, era la següent: Regnava Garcia I de Lleó, i posseïa el territori situat entre el Duero i Astúries, i els Camps Gòtics anomenats Tierra de Campos; Ordoni II, governava a Galícia i Fruela II a Astúries. A Pamplona residia un rei anomenat Sanç I o Garcés; i Sunyer I havia succeït al seu germà Guifré II al comtat independent de Barcelona. Pel que fa a l'Espanya musulmana, no depenia de Còrdova d'una manera absoluta. Els fills de Hafsun es mantenien independents de l'Espanya oriental i eren amos de gairebé tot el territori que rega el Baix Ebre. Altres caps de tribu negaven també obediència al poder central, i la ciutat de Toledo tampoc no estava sotmesa.
Aquest era a grans trets l'estat de la Península quan el net d'Abdallah va empunyar a Còrdova les regnes de l'emirat. Les cròniques àrabs es mostren molt prodiges d'elogis i de feliços vaticinis en donar principi a la relació del seu regnat. Aleshores, diu Al-Maqqarí, fou emir d'Andalusia el gran Abderrahman Ledinallah; i Déu li havia donat la mà blanca de Mois, la poderosa mà que fa brollar aigua de les roques, que enfonsa les onades del mar, que domina quan Déu ho vol els elements i la natura tota, amb la qual va portar l'estendard de l'Islam més lluny que cap dels seus predecessors.

## Primeres campanyes
La seva primera campanya fou contra el rebel amazic Fat·h ibn Zannun revoltat a la serra d'Almadén, Caracuel i Qal'at Rabah. Els rebels foren derrotats; el seu cap va fugir amb un contingent de fidels, i fou assetjat a Uklix, i prop d'allí, a Conca, fou assetjat un altre rebel, Kalb ibn Hafsun, germà del cap rebel muladí de Bobastro. El governador de les Balears, Issam al-Khawlani fou cridat a Qúrtuba.
El 913 va atacar Écija, fidel a Úmar ibn Hafsún. Tropes cordoveses van dominar les revoltes d'Ibn Al-Shaliya a la regió de Valdepeñas. Després van fer l'anomenada campanya de Monteleón, a terres de Granada i Màlaga dominades per Umar; el senyor muladí de Monteleón, Said ibn Hudayl (o Hudhayl), aliat d'Omar, va haver de capitular; van seguir altres fortaleses més o menys vinculades a Omar: San Esteban, Peña Forata, Salobreña foren els principals; també van obtenir victòries a les terres de Conca (Castella - la Manxa) i Tulaytula. Muhammad ibn Hadjdjadj de la dinastia dels Banu Hadjdjadj de Karmuna es va sotmetre a Còrdova voluntàriament, esperant obtenir a canvi el govern de Sevilla (que ocupava un cosí seu). Tropes cordoveses i de Carmona van assetjar Sevilla (21 de desembre); quan fou ocupada no li fou concedit el govern i Muhammad es va revoltar altre cop. El 914 fou assetjat a la seva capital. Els cordovesos van fer una campanya a la serra de Ronda i van arribar fins a Màlaga i Al-Yazira al-Jadrā. Aquest any hi va haver una gran sequera.
El 915 Muhammad de Carmona fou enverinat però la ciutat encara va resistir dos anys més. Aquest any fou sotmesa la regió de Balànsiya sense lluita. Al sud es va sotmetre Azomor (Muhammad ibn Adeha) valí d'Alhama, a Jayyan, i Ubayd-Al·lah, valí de Cazorla, a Elvira (Granada), i un altre valí, Ablapaz fou derrotat prop de San Esteban de Gormaz, però després es va recuperar i va vèncer a Mindònia. Mentrestant, els lleonesos aprofitaren per ocupar alguns castells del Duero i Tajo, com ara el d'Alange.
El 916 Azomor d'Alhama es va revoltar altre cop a Ronda. Els Banu Ishaq, que dominaven la Kura de Tudmir foren sotmesos per les forces de l'emir; també fou derrotat i sotmès Ibn Takit, que dominava la regió a l'est de Mérida.
El 917 es va fer una incursió al comtat de Barcelona i van arribar a ocupar la ciutat breument. Carmona, assetjada, va capitular finalment. Llavors l'emir es va dirigir contra Bobastro a la que va posar setge. Úmar va morir al cap de poc i la ciutat es va rendir. Però els muladís dominaven a Tulaytula i el fill d'Umar, Kalib ibn Úmar, va assolir la direcció de la revolta junt amb els seus germans Jàfar, Sulayman, Abd-ar-Rahman i Hafs. Kalib va morir a Tulaytula el 918 i el va succeir el seu germà Djafar, que es va convertir al cristianisme i fou assassinat, assolint Sulayman la direcció de la revolta.
El 918 els cordovesos van ocupar Ubbada. Els idríssides de Fes i els salíhides de Nakur van demanar l'aliança (protecció) cordovesa; a Nakur l'emir havia estat deposat pels fatimites el 917 però els fills de l'emir deposat van recuperar el poder amb ajut cordovès, expulsant a la guarnició fatimita el 918.
El 919 Azamor d'Alhama fou derrotat en diversos combats i es va refugiar al castell d'Alhama on finalment va haver de capitular. Aquest any es va fer una saifa contra el regne de Pamplona. L'emir dels miknasa, Massala ibn Habus, per por dels fatimites es va acostar a Còrdova. El 920 els tutxibites de Saraqusta, van ratificar el seu reconeixement a l'emir i els fou concedit el govern de la regió. Aquest any va començar la campanya de Muez, en què els cordovesos es van acostar a Tudela, domini Banu Qasi (ara lleials a l'emir) que patia l'atac de Pamplona. Els atacants foren rebutjats i Calahorra, que feia dos anys que els pamplonesos havien ocupat, fou recuperada. Sanç I de Navarra, fou assetjat a Arnedo, però va rebre ajut d'Ordoni II de Lleó que va enviar un contingent des de Nájera; es va lliurar la batalla de [Valdejunquera], entre les salines d'Oro i el castell de Muez, i els cordovesos van obtenir la victòria, però després es van retirar i per això els pamplonesos van poder ocupar els castells de Muez i Viguera. El 920 Còrdova va ocupar una sèrie de fortaleses defensives al Duero: Osma, San Esteban de Gormaz i Clunia principalment.
El 921 es van sotmetre els Banu Muhallab de Guadix i Baza i Múndhir ibn Ibrahim, emir de l'Emirat de Xerès i Cadis. El 922 la ciutat de Petxina que funcionava com una república comercial, es va sotmetre a l'emirat. El 923 els pamplonesos van ocupar Nájera i altres castells. Pel costat de Lleó fou recuperat el castell de Chaves als lleonesos.
El 16 de febrer del 927 va morir en combat Sulayman ibn Úmar el cap dels muladís de Tulaytula. Tulaytula fou ocupada i Abd-Al·lah ibn Khàlid fou nomenat governador; però un germà de Sulayman, Hafs ibn Úmar, va continuar la revolta marxant a Bobastro on fou assetjat. El mateix 927 els fatimites van posar fi a la dinastia idríssida de Fes; alguns dels seus territoris al Rif van passar als salíhides de Nakur; Melilla es va sotmetre poc després a Còrdova. La major part de les terres idríssides foren concedida a l'emir dels miknasa i una resta dels idríssides va subsistir a la regió d'Hadjar al-Nasr. .
El 928 Hafs va capitular a Bobastro (19 de gener). Poc després fou derrotat un altre rebel, Al-Aslami, que dominava la regió de la moderna província d'Alacant. El 929 els cordovesos es van dirigir contra un dels més poderosos i antics enemics, els Banu Merwan de Badajoz i Mèrida; a l'Algarve van sotmetre a Ibn Abi-l Djawad (al nord) i als Banu Bakr (al sud). En canvi a Àfrica els fatimites van ocupar l'emirat de Nakur.

## Califa de Còrdova
Abd-ar-Rahman es proclamà califa l'any 929 i va trencar tots el lligams amb el califat de Bagdad. A més va ser reconegut com a cap espiritual pels musulmans del nord d'Àfrica amb el títol d'amir al-muminin i el lakab d'Al-Nasir li-dini Ilah. Així va néixer el califat de Còrdova, el període de més esplendor de l'Àndalus.
El 930 Còrdova va ocupar Badajoz eliminant els Banu Merwan. Tropes cordoveses van ocupar el 930 Melilla. El 931 l'emir dels Banu Issam de Ceuta, Abul ibn Kennum Aiyx al-Rida Va haver d'acceptar també la sobirania cordovesa. Ceuta incloïa la zona de la rodalia, com Tànger. Al-Rida va haver d'abdicar i cedir els seus estats. L'emirat fou eliminat i el territori annexionat. Aquest mateix 931 Osca, tant de temps virtualment independent sota Muhammad al-Tawil, va tornar a sobirania de Còrdova.
El 932 l'emir dels miknasa (dinastia Banu Àfia) Mussa II ibn Abi-l Afia, que dominava des de Tahart fins a la costa a l'oest de Fes, va proclamar la sobirania del califa cordovès. Abd-ar-Rahman hi va enviar una delegació amb soldats i Ahmed ibn Bakri fou nomenat governador de Fes. Aquest domini fou efímer i els fatimites van entrar a Fes al cap d'uns mesos (933) sota la direcció del general fatimita Humayd ibn Yasal; Musa II va haver de reconèixer al califa fatimita.
El 933 es va sotmetre l'emir amazic de Santaver, Ibn Zennum. Va seguir el governador rebel d'Uclés Al-Fath, i l'emir o governador de Huete, Mutarrif. Tulaytula, que estava altre cop en rebel·lia fou finalment ocupada aquest any.
Els conflictes fronterers en la frontera del Duero eren constants en del Duero oriental, amb les fortaleses de Medinaceli, Atienza i Gormaz, i el repoblament cristià de l'extremadura del Duero s'estava consolidant. El 932, Ramir II de Lleó organitza una ràtzia contra la fortalesa de Magerit a la qual va acudir Ferran González, la ciutat va ser presa així com el seu castell obtenint així un gran botí, no obstant Magerit va ser represa pels musulmans després de l'abandó dels castellanolleonesos, i un any més tard Abd-ar-Rahman III contraataca assetjant Osma i San Esteban de Gormaz, Ramir II va acudir en ajuda de Ferran González assolint aixecar el setge de San Esteban de Gormaz i vencent al costat de Ferran González una batalla prop d'Osma. El 934 Abd-ar-Rahman avança amb el seu exèrcit sense cap oposició, assola Àlaba i destrueix Burgos, però és novament derrotat per Ramir i Ferran a Osma.
El 935 els cordovesos van anar a Fes i van entrar altre cop a la ciutat; el contraatac fatimita els va deixar assetjats a la ciutat; la població va obrir les portes als fatimites; l'emir Musa II fou destituït i proclamat Ibrahim. Musa II, que havia donat suport reiterat als cordovesos va fugir a Tsul (o Tesul). El mateix any va llençar una ràtzia comandada per Abd-al-Màlik ibn Said ibn Abi-Hamama sobre el litoral català, arribant fins a l'Empordà.
El 934 l'emir de Saraqusta Muhammad ibn Hashim al-Tugibí, es va haver de reconèixer vassall de Lleó i el 937 l'emir de Santarem, Umayya ibn Ishaq at-Tujibí, es va sotmetre al rei de Lleó i els lleonesos van creuar el Duero i van arribar a Mérida i Badajoz derrotant els cordovesos prop de Lisboa. Alguns senyors sota la seva autoritat es van revoltar i va caldre ajut lleones per dominar la situació. El 938 les tropes cordoveses es van presentar a l'emirat i van ocupar Qalat al-Ayyub i altres 29 castells dels tutxibites saragossans. Muhammad ibn Hashim al-Tugibí va capitular i es va sotmetre sent perdonat; després els cordovesos van seguir cap a Pamplona, on la regent Toda de Navarra va haver de reconèixer l'autoritat suprema del califa.

## La campanya de l'omnipotència
El 939 els cordovesos van iniciar l'anomenada «campanya de l'omnipotència» contra el Regne de Lleó. Les tropes àrabs van atacar Simancas, defensada per lleonesos i castellans i fins i tot Toda de Navarra hi va enviar un contingent, el que implicava trencar l'anterior vassallatge. Una gran batalla es va lliurar el dia 22 de juliol que no va tenir un guanyador clar. En la retirada es va replegar a Atienza i fou cop derrotat en la batalla d'Alhandega el 5 d'agost. en què els cordovesos van patir una seriosa derrota. Zamora fou evacuada, i els cordovesos es van retirar perseguits pels lleonesos; la incursió lleonesa fou prou fonda, hi van arribar fins a Majerit (Madrid) a més de repoblar llocs com Salamanca, Ledesma, Baños, Peñaranda i altres.
El 942 hi havia un governador cordovès a Nakur, de nom Ahmad, el qual fou enviat contra Fes, amb el suport d'algunes tribus locals. La ciutat fou ocupada i restablert el domini califal cordovès. El mateix 942, Garcia Sanxes I de Pamplona fou derrotat per l'exèrcit musulmà de Muhammad ibn Hashim al-Tugibí, que recuperà les penyes de Sen i Men, i el navarrès demanà el suport de les tropes castellanes de Ferran González, i marxaren conjuntament contra Tudela, on foren derrotats el 5 d'abril. i el juliol, a una ràtzia hongaresa, que travessà els comtats carolingis de Besalú i Girona, arribaren a les portes de Barcelona i es dirigiren a Lleida, que quedà assetjada a principis de juliol, amb una incursió a Wasqa en la qual van prendre al caid de Barbastre, però finalment foren derrotats per l'exèrcit musulmà i en la seva fugida per traspassar els Pirineus van ésser derrotats en la batalla de Baltarga per les host conjuntes catalanes i provençals.
El 944 es va pactar una treva de cinc anys amb Lleó. En aquest temps cal consignar que el califa va rebre una delegació de l'emperador Constantí VII, hostatjat a Qurtuba, i a Kalra l'emir de Fraxinètum a la Camarga, que el reconeixia com a sobirà; aquest emir es deia Kalra. Al final de la treva es van reprendre els combats amb una incursió lleonesa que va atacar Talavera, i a la mort de Ramir II el 5 de gener de 950 Ordoni III va heretar Lleó però el Comtat de Castella es va fer independent i les tropes cordoveses dirigides per Àhmad ibn Said i recolzades amb cavalleria de Fes, i de Muhammad ibn Hashim al-Tugibí, que van ocupar Salamanca el 950 i el 951 van tornar a atacar; els lleonesos però no estaven indefensos i van fer una ràtzia fins a Lisboa el 955 mentre els àrabs van atacar el territori castellà arribant fins a San Esteban de Gormaz, on foren rebutjats per Ferran González. A causa de la guerra civil entre Ordoni III i Sanç de Lleó es va pactar la pau amb el califa Abd-ar-Rahman.

Extensió aproximada del Califat de Còrdova a la mort d'Abd-ar-Rahman III el 961

En la revolta general contra els fatimites, els Banu Ifran de Tlemcen els van desconèixer i van fer la khutba en nom del califa omeia; també els miknasa i els idríssides de la regió de Fes van proclamar al califa; els Maghrawa van seguir els passos i un governador omeia, el magrawa Khayr ibn Muhàmmad es va establir a Orà, però a l'any següent els seus vassalls idríssides de Fes van voler edificar una ciutat al lloc de l'actual Tetuan, i com que per la seva proximitat a Ceuta era una amenaça per aquesta ciutat el califa no hi va donar el vistiplau. L'emir Abul Ayx es va revoltar i va desconèixer al califa; el clan dels magrawa, Muhàmmad ibn Jassar va seguir els seus passos al·legant que se sentia tractat pitjor que el cap d'un altre clan; així en poc temps Còrdova va perdre bona part de les seves possessions al Magrib; Tlemcen va haver de fer la khutba en nom dels fatimites però el 955 va tornar a reconèixer al califa cordovès. El 956, Otó I va enviar a Jean de Gorze com ambaixador durant dos anys a la cort del califa de Còrdova, per demanar l'aturada de les incursions des de Fraxinètum. i també el 956 la marina cordovesa va desembarcar forces a Orà i va recuperar aquesta ciutat sota la direcció d'Àhmad ibn Said. Va avançar fins a Tunis que va arribar a assetjat i conquerir; però l'ofensiva fatimita del 958 dirigida pel general Djawhar, d'origen grec li va fer perdre tota la seva influència.
El 960 el governador de Tulaytula Ahmad ban Yila va derrotar en alguns xocs als lleonesos.

## Últims temps
En els darrers temps de la seva vida, Abderrahman no sortia gairebé del seu palau de Zahara, entretinguts entre les delícies dels seus encantats vergers a la dolça companyia de les seves dones, els seus fills i els seus poetes. Des de la mort de Said no havia volgut tenir més ministre que el seu fill Alhakem, en qui descurava tots els negocis del govern. La crònica arábica esmenta, entre les dones de la conversa de les quals gaudia, Mozna, que cantava ella mateixa els versos que componia, i que exercia prop del califa les funcions de secretària; a Aixa, donzella cordovesa, de qui explica Aben Hayan que fou la més honesta, bella i erudita del seu segle; a Sofia, bonica també en extrem i docta poetessa, i per fi a la seva esclava Noiraledia, que el divertia amb les gràcies i agudeses del seu enginy. Conversava a més gairebé tots els dies amb el seu antic amic Soliman ben Abdelgafir, que era de la principal noblesa i havia estat gran soldat, i ara, diu la crònica, feia una vida ascètica i retirada. El califa, que coneixia la seva caritat, l'havia elegit per intermediari de les seves bones obres, i per la seva mà ajudava moltíssimes famílies.
Arribat la tardor de l'any 961, Abderrahman va caure en profunda malenconia, i només amb els ulls arrasats en llàgrimes dirigia la paraula a aquells que li prodigaven les cures.
En un d'aquells moments, segons la crònica de José Antonio Conde, va fer a Soliman la confessió que ajustat bé el compte dels moments de perfecta i pura tranquil·litat d'ànim que havia gaudit en els cinquanta anys del seu regnat gairebé no tenia catorze dies de sincera felicitat. Altres diuen que aquesta confessió es va trobar escrita entre els papers del califa, un dels quals deia així He regnat cinquanta anys, i el meu regne ha estat sempre o pacífic o victoriós.
| « | "Estimat dels meus súbdits, temut dels meus enemics, respectat dels meus aliats, dels prínceps més grans de la terra, tenia tot allò que pogués desitjar: honors i riqueses, plaers i poder. Cap terreny em faltava, i malgrat això, comptant escrupolosament els dies en què he gaudit d'una felicitat sense amargor, només n'he trobat catorze a la meva dilatada existència." | » |

En aquest disposició d'ànim, i en aquest estat de melangia més bé que de malaltia, l'àngel de la mort, diu la crònica musulmana, li va traslladar dels seus alcàssers de Medina Zahara a les estades eternes de l'altra vida, la nit del dimecres dia 2 de la lluna de Ramadà de l'any 350 (15 de novembre de 961), als setanta-dos anys de la seva edat i als cinquanta anys, sis mesos i tres dies de regnat. El seu cos va ser traslladat a Còrdova dos dies després amb acompanyament d'innombrable poble que deia 
| « | "Va morir el nostre pare, va faltar la seva espasa, l'espasa de l'Islam, l'empara dels febles i menesterosos i el terror dels superbs" | » |

Alnasir Ledinallah va morir al súmmum de la glòria i del poder. Diu que va deixar en el seu tresor cent milions en diners. El califa distribuïa les rendes de la manera següent: la tercera part estava destinada a l'exèrcit, una altra part igual a les obres i construccions, i la resta quedava de reserva. La renda anual d'Espanya ascendia en aquella època a cent milions quatre-cents vuitanta mil dinars, als quals s'havien d'afegir en els anys de campanya contra cristians cinc-cents, sis-cents i de vegades vuit-cents mil dinars, procedents del botí agafat a l'enemic, a més de la part abandonada als soldats, que no era inscrita als registres del tresor.

El contrast d'una prosperitat tan gran amb la confessió que abans s'ha esmentat, va inspirar a un historiador àrab les reflexions següents:
| « | "Mireu tots com és de petita la part de felicitat real que pot procurar el món, fins i tot en situacions en aparença més brillants. El califa Alnasir, el favorit de la fortuna, el rang eminent del qual no va reconèixer més rival que la seva prosperitat, només va trobar catorze dies d'aquesta serena en un regnat de cinquanta anys, sis mesos i tres dies. Lloem a Aquell que posseeix la glòria i el poder etern. Només Ell és perfecte i bo." | » |

Va morir quan a Àfrica només conservava Ceuta-Tànger i Melilla. Als darrers anys la seva residència fou traslladada a la Madīnat al-Zahrā a les portes de Còrdova. El seu successor va ser el seu fill al-Hàkam II.

## Obra arquitectònica durant el regnat
Els anys o la mà de l'home, més devastadora que la assegurança del temps segons diuen els historiadors, van destruir els palaus i jardins de Zahara, principal monument produït pel geni de l'Abderrahman; però no es van limitar a això les obres amb què va il·lustrar el seu regnat: donar-li la fundació de l'arsenal de Tortosa el 333 (944); la construcció d'un canal de reg i d'un magnífic abeurador a Écija el 338 (949); la del mihrab o adoratori de la mesquita de Tarragona, i la d'un nombre infinit d'alcàssers, banys i mesquites. Per la seva ordre, en fi, l'any 346 (958) s'adornen amb fonts i bosquets de palmeres, gessamins, murtes i rosers el pati principal de la gran aljama de Còrdova, anomenat avui Pati dels Tarongers.